# 重庆嘉陵江索道
重庆嘉陵江索道是一座位于中华人民共和国重庆市的往复式索道，2009年12月15日列為第二批重慶市文物保護單位。

## 历史
- 1982年，重庆嘉陵江索道开通运营。
- 2011年2月28日19时40分，最后一班索道抵达沧白路索道站。嘉陵江索道结束运营，并随后被拆除。
- 2023年至2024年将开工复建嘉陵江索道，连接渝中区和江北区。[2]

## 运营时间
每天10:00-18:00，2011年2月28日，因大量市民前来迎送最后一班索道，运营时间延迟到19时40分。

## 价格
最初嘉陵江索道的票价是1角钱，停运前票价为5元人民币（刷卡购买只要1.8元）。